# Gräsmarks landskommun
Gräsmarks landskommun var en tidigare kommun i Värmlands län.

## Administrativ historik
Gräsmarks landskommun inrättades den 1 januari 1863 i Gräsmarks socken i Fryksdals härad i Värmland  när 1862 års kommunalförordningar trädde i kraft. 
Kommunen påverkades inte av kommunreformen 1952 och förblev oförändrad fram till år 1971 då den kom att bli en del av den nya Sunne kommun.

### Kyrklig tillhörighet
I kyrkligt hänseende tillhörde kommunen Gräsmarks församling.

## Kommunvapen
Gräsmarks landskommun förde inte något vapen.

## Geografi
Gräsmarks landskommun omfattade den 1 januari 1952 en areal av 407,43 km², varav 366,25 km² land.

### Tätorter i kommunen 1960
I Gräsmarks kommun fanns tätorten Uddheden, som hade 262 invånare den 1 november 1960. Tätortsgraden i kommunen var då 12,0 procent.

## Politik

### Mandatfördelning i valen 1946-1966
|  | 11 |  | 3 | 6 | 3 |

| 25 |

| 12 |  | 3 | 6 | 3 |

| 25 |

|  | 11 | 7 | 4 | 2 |

| 25 |

| 12 | 3 | 5 | 5 |

| 24 |

| 12 | 5 | 4 | 4 |

| 24 |

| 11 | 6 | 3 | 5 |

| 24 |

| 12 | 6 | 3 | 4 |

| 25 |

| 10 | 7 | 3 | 5 |

| 22 |

För valresultat nyare än 1966 i den nya hopslagna kommunen, se: Sunne kommun#Politik.

## Forna kommuner inom dagens Sunne kommun
- Gräsmarks landskommun (1863-1970)
- Lysviks landskommun (1863-1970)
- Sunne landskommun (1863-1951)

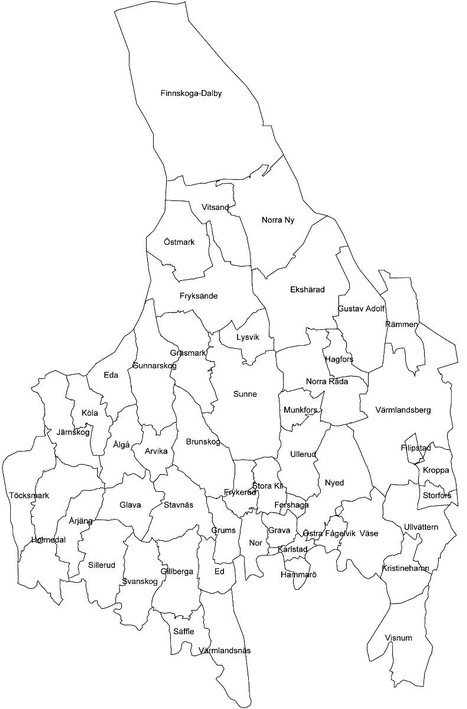
Kommuner i Värmlands län före 1970-talet

- Västra Ämterviks landskommun (1863-1951)
- Östra Ämterviks landskommun (1863-1951)
- Sunne köping (1920-1970)
- Stora Sunne landskommun (1952-1962)